# Шачнєва Євгенія Василівна
Євгенія Василівна Шачнєва (3 червня 1906, село Котел, тепер Пензенської області, Російська Федерація — 1976, місто Харків) — радянська діячка, історик, секретар Харківського обласного комітету КП(б)У, директор Харківського державного педагогічного інституту імені Сковороди. Кандидат історичних наук (1955), доцент.

## Біографія
Народилася в бідній селянській родині. З 1923 року навчалася на медичних курсах фельдшерської школи. Після закінчення курсів працювала медичною сестрою на Маріупольщині.
У 1927 році закінчила Харківський інститут народної освіти.
Член ВКП(б) з 1928 року.
З 1928 роках — вчителька школи, завідувачка фабрично-заводської семирічної школи в місті Бердянську.
У 1933 році закінчила курси із підвищення кваліфікації викладачів вищих навчальних закладів у місті Дніпропетровську.
У 1933—1937 роках — викладач політекономії та завідувач відділу Харківської обласної Вищої партійної сільськогосподарської школи імені Постишева при Харківському обласному комітеті КП(б)У.
У листопаді 1937 — травні 1942 року — директор Харківського державного педагогічного інституту. Під час німецько-радянської війни керувала евакуацією педагогічного інституту до міста Самарканда Узбецької РСР.
У травні 1942 — 1943 року — лектор Саратовського обласного комітету ВКП(б); інструктор відділу агітації та пропаганди Харківського обласного комітету КП(б)У.
У 1943—1945 роках — директор Харківського державного педагогічного інституту.
З лютого 1945 до травня 1950 року — секретар Харківського міського комітету КП(б)У з пропаганди та агітації.
11 травня 1950 — лютий 1951 року — секретар Харківського обласного комітету КП(б)У з питань пропаганди та агітації.
Одночасно працювала старшим викладачем кафедри історії ВКП(б) Харківського державного педагогічного інституту.
З 1955 по 1975 рік — доцент кафедри історії КПРС Харківського державного педагогічного інституту фізичного виховання імені Григорія Сковороди.

## Основні праці
- Борьба партийной организации Украины за восстановление и развитие высшей школы УССР в период 1943—1950 гг. Харьковский государственный университет, 1955.
- Заходи Компартії по дальшому розвитку вищої школи УРСР в роки четвертої п'ятирічки. Наукові записки Харківського університету, 1963.

## Нагороди
- орден Трудового Червоного Прапора (1961)
- орден «Знак Пошани» (28.08.1944)
- медаль «За доблесну працю у Великій Вітчизняній війні 1941—1945 рр.»
- нагрудний знак «Відмінник народної освіти Української РСР»
- нагрудний знак «Відмінник народної освіти СРСР»